# HD 158476
HD 158476 är en dubbelstjärna belägen i den norra delen av stjärnbilden Altaret. Den har en skenbar magnitud av ca 6,05 och är mycket svagt synlig för blotta ögat där ljusföroreningar ej förekommer. Baserat på parallaxmätning inom Hipparcosuppdraget på ca 2,2 mas, beräknas den befinna sig på ett avstånd på ca 1 500ljusår (ca 450 parsek) från solen. Den rör sig närmare solen med en heliocentrisk radialhastighet på ca -29 km/s.

## Egenskaper
Primärstjärnan HD 158476 A är en gul till vit superjättestjärna av spektralklass F8/G0 Ib. Den har en radie som är ca 29 solradier och har ca 752 gånger solens utstrålning av energi från dess fotosfär vid en genomsnittlig effektiv temperatur av ca 5 300 K.
HD 158476 A har som följeslagare en stjärna av skenbar magnitud 10,5, som ligger separerad med 20,0 bågsekunder (år 2013) vid en positionsvinkel av 209°.